# Уэтерби
Уэтерби (англ. Wetherby) — город в метрополитенском районе Сити-оф-Лидс в Уэст-Йоркшире, расположенный на реке Уорф. Через него проходит дорога A1. Население Уэтерби 22 000 человек.

## Инфраструктура
Известен городок в первую очередь своим большим ипподромом. Также в Уэтерби есть свой рынок, 11 пабов, множество магазинов, два из которых супермаркеты, несколько заводов, библиотека, несколько начальных школ, один колледж. Через город проходит крупнейшая автомагистраль страны — A1.
В 7 милях (11 км) к югу от Уэтерби находится Аллертинский парк утилизации отходов.

## Города-побратимы
- Прива

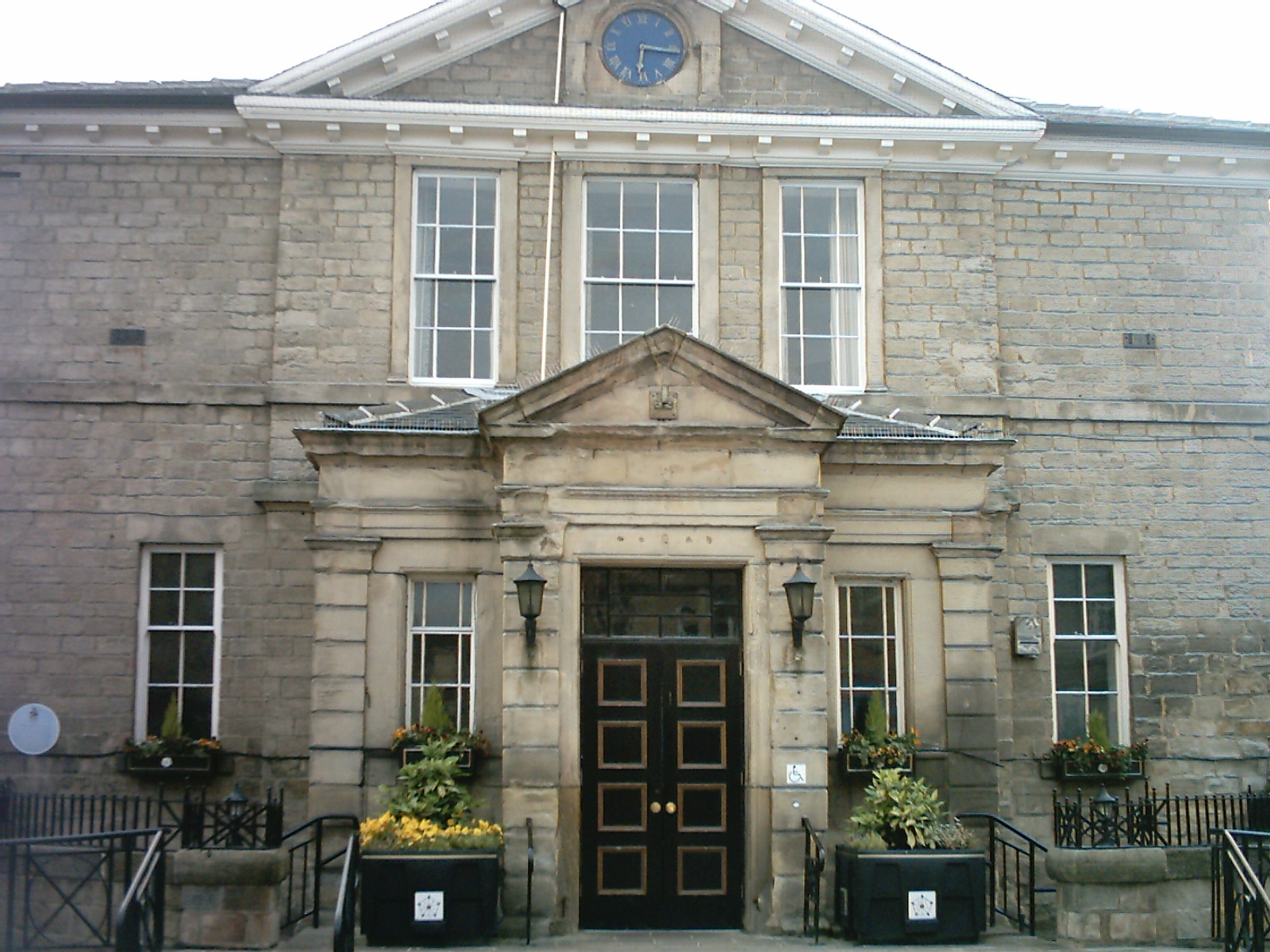
Администрация города
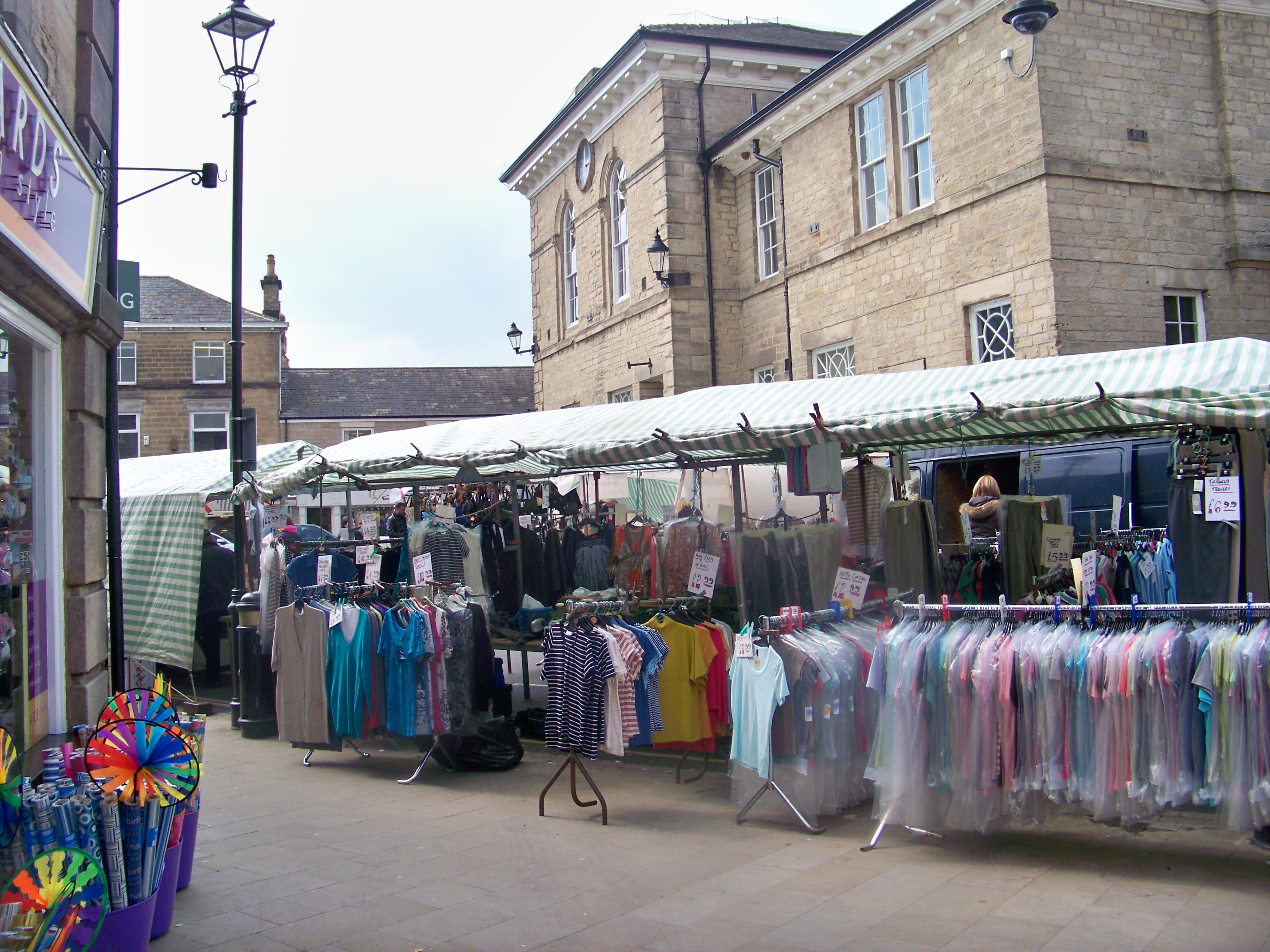
Рынок Уетерби
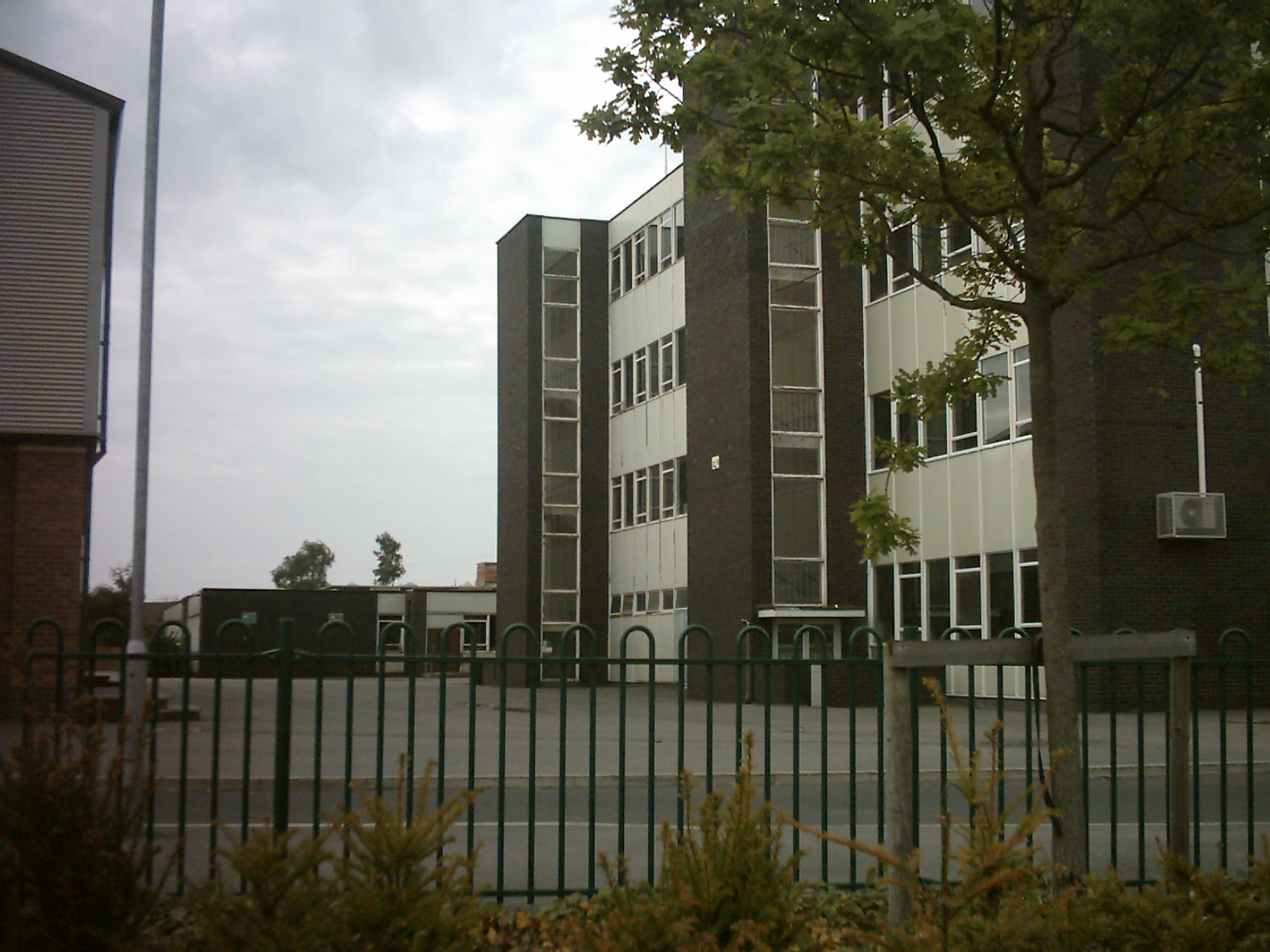
Wetherby High School